# Black Christmas (2006)
Black Christmas is een Amerikaans-Canadese horrorfilm uit 2006 onder regie van Glen Morgan. De productie is een remake van de gelijknamige film uit 1974.

## Verhaal
Er verblijven nog maar een paar studenten in een studentenhuis. Terwijl Kerstmis nadert, begint een reeks van bloederige moorden. Niemand is meer veilig voor elkaar zolang de dader onbekend is.

## Rolverdeling
| Acteur                  | Personage            |
| ----------------------- | -------------------- |
| Michelle Trachtenberg   | Melissa Kitt         |
| Mary Elizabeth Winstead | Heather Fitzgerald   |
| Katie Cassidy           | Kelli Presley        |
| Crystal Lowe            | Lauren Hannon        |
| Kristen Cloke           | Leigh Colvin         |
| Lacey Chabert           | Dana Mathis          |
| Andrea Martin           | Ms. Barbara MacHenry |
| Oliver Hudson           | Kyle Autry           |
| Jessica Harmon          | Megan Helms          |
| Leela Savasta           | Clair Crosby         |
| Kathleen Kole           | Eve Agnew            |
| Robert Mann             | Billy Lenz           |
| Cainan Wiebe            | Billy Lenz (5+12 jr) |
| Dean Friss              | Agnes (16+22 jr)     |
| Christina Crivici       | Agnes (8 jr)         |